# Federação Internacional de Xadrez por Correspondência
A Federação Internacional de Xadrez por Correspondência (em inglês International Correspondence Chess Federation - ICCF) foi fundada em 1951 como sucessora da International Correspondence Chess Association (ICCA), que por sua vez foi fundada em 1945 para suceder a Internationaler Fernschachbund (IFSB), fundada em 1928. 

Ao final da Segunda Guerra Mundial, o sueco Erik Larsson (1915-2009), director de torneios do desaparecido IFSB, busca retomar as competições.  Para isso, juntamente com o inglês Baruch Wood (1909-1989) e o holandês Jan Zaagman (1896-1968) fundaram o ICCA em Londres(Inglaterra) em 2 de dezembro de 1945.  Em 1948 surgiram divergências entre o Presidente (Wood) e o Director de torneios (Larsson) provocando a demissão deste último.  No ano seguinte, Wood adoeceu, deixando a Associação sem cabeça.
Diante dessa situação Larsson tomou a decisão de intervir, convocando os enxadristas mais representativos de cada país para um Congresso a ser realizado em Londres durante a Páscoa de 1951.  Após quatro dias de árduas deliberações,  resolvem fundar o ICCF em 26 de março, com novos Estatutos, Regulamentos de Torneios e Jogos.  Eles também elegem o primeiro Conselho de Administração:  Presidente, Jean Louis Ornond (Suíça, 1894-1986); Vice-Presidentes, Cecil Purdy (Austrália, 1906-1979) e Edmund Adam (Alemanha, 1894-1958);  Secretário Geral, Alan Stammwitz (Inglaterra, 1906-1975); Tesoureiro, C. H. Meredith (Inglaterra) e Director de Torneios, Erik Larsson (Suécia).   
Sua finalidade é promover o Xadrez Epistolar, uma modalidade de jogo bem conhecida no mundo inteiro que pode se valer de várias formas de comunicação, inclusive recursos da Internet. Organiza Campeonatos Mundais, Olimpíadas por equipes, torneios por categorías e Copas do Mundo, entre outras competiçōes.  Seus campeonatos, títulos e classificações são reconhecidos pela FIDE.

## Presidentes da ICCF
1951-1955  Jean Louis Ormond ( Suíça , 1894-1986)
1955-1959  Anders Elgesem ( Noruega, 1888-1968)
1960-1987  Hans Werner von Massow ( Alemanha, 1912-1988)
1988-1996  Henk Mostert ( Países Baixos, 1925-2002)
1997-2003  Alan Borwell ( Escócia, 1937)
2003-2004  Josef Mrkvicka ( Chéquia, 1951)
2005       Max Zavanelli ( Estados Unidos, 1946-2018)
2005-2009  Mohamed Samraoui ( Argélia, 1953)
2009-....  Eric Ruch ({ França, 1961)

## Campeonato do Mundo de Xadrez por Correspondência
| #      | Anos      | Campeão                                                                          | Vice-campeão                                                           |        |
| ------ | --------- | -------------------------------------------------------------------------------- | ---------------------------------------------------------------------- | ------ |
| I      | 1950-1953 | Cecil Purdy, Austrália                                                           | Harald Malmgren, Suécia                                                | [ 2 ]  |
| II     | 1956-1959 | Viacheslav Ragozin, União Soviética                                              | Lucius Endzelins, Austrália                                            | [ 3 ]  |
| III    | 1959-1962 | Alberic O'Kelly, Bélgica                                                         | Piotr Dubinin, União Soviética                                         | [ 4 ]  |
| IV     | 1962-1965 | Vladimir Zagorovsky, União Soviética                                             | Georgy Borisenko, União Soviética                                      | [ 5 ]  |
| V      | 1965-1968 | Hans Berliner, Estados Unidos                                                    | Jaroslav Hybl, Tchecoslováquia                                         | [ 6 ]  |
| VI     | 1968-1971 | Horst Rittner, Alemanha Oriental                                                 | Vladimir Zagorovsky, União Soviética                                   | [ 7 ]  |
| VII    | 1972-1976 | Yakov Estrin, União Soviética                                                    | Jozef Boey, Bélgica                                                    | [ 8 ]  |
| VIII   | 1975-1980 | Jørn Sloth, Dinamarca                                                            | Vladimir Zagorovsky, União Soviética                                   | [ 9 ]  |
| IX     | 1977-1983 | Tõnu Õim, União Soviética                                                        | Fritz Baumbach, Alemanha Oriental                                      | [ 10 ] |
| X      | 1978-1984 | Vytas Palciuaskas, Estados Unidos                                                | Juan Morgado, Argentina                                                | [ 11 ] |
| XI     | 1983-1989 | Fritz Baumbach, Alemanha Oriental                                                | Gennadi Nesis, União Soviética                                         | [ 12 ] |
| XII    | 1984-1991 | Grigory Sanakoev, Rússia                                                         | Josef Franzen, Eslováquia                                              | [ 13 ] |
| XIII   | 1989-1998 | Mikhail Umansky, Rússia                                                          | ERik Bang, Dinamarca                                                   | [ 14 ] |
| XIV    | 1994-2000 | Tõnu Õim, Estónia                                                                | Ove Ekebjærg, Dinamarca                                                | [ 15 ] |
| XV     | 1996-2002 | Gert Timmerman, Países Baixos                                                    | Joop van Oosterom, Países Baixos                                       | [ 16 ] |
| XVI    | 1999-2004 | Tunç Hamarat, Áustria                                                            | Rudolf Maliangkay, Países Baixos                                       | [ 17 ] |
| XVII   | 2002-2007 | Ivar Bern, Noruega                                                               | Wolfgang Rohde, Alemanha                                               | [ 18 ] |
| XVIII  | 2003-2005 | Joop van Oosterom, Países Baixos                                                 | Hans Elwert, Alemanha                                                  | [ 19 ] |
| XIX    | 2004-2007 | Christophe Léotard, França                                                       | Frank Gerhardt, Alemanha                                               | [ 20 ] |
| XX     | 2004-2011 | Pertti Lehikoinen, Finlândia                                                     | Stefan Winge, Suécia                                                   | [ 21 ] |
| XXI    | 2005-2008 | Joop van Oosterom, Países Baixos                                                 | Alexander Ugge, Canadá                                                 | [ 22 ] |
| XXII   | 2007-2010 | Aleksandr Dronov, Rússia                                                         | Jürgen Bücker, Alemanha                                                | [ 23 ] |
| XXIII  | 2007-2010 | Ulrich Stephan, Alemanha                                                         | Thomas Winckelmann, Alemanha                                           | [ 24 ] |
| XXIV   | 2009-2011 | Marjan Šemri, Eslovênia                                                          | Hans Wunderlich, Alemanha                                              | [ 25 ] |
| XXV    | 2009-2013 | Fabio Finocchiaro, Itália                                                        | Richard Hall, Inglaterra                                               | [ 26 ] |
| XXVI   | 2010-2014 | Ron Langeveld, Países Baixos                                                     | Florin Serban, Roménia                                                 | [ 27 ] |
| XXVII  | 2011-2014 | Aleksandr Dronov, Rússia                                                         | Matthias Kribben, Alemanha                                             | [ 28 ] |
| XXVIII | 2013-2016 | Leonardo Ljubičić, Croácia                                                       | Horacio Neto, Portugal                                                 | [ 29 ] |
| XXIX   | 2015-2018 | Aleksandr Dronov, Rússia                                                         | Jacek Oskulski, Polónia                                                | [ 30 ] |
| XXX    | 2017-2019 | Andrey Kochemasov, Rússia                                                        | Enver Efendiyev, Rússia                                                | [ 31 ] |
| XXXI   | 2019-2022 | Fabian Stanach, Polónia · Christian Muck, Áustria · Ron Langeveld, Países Baixos |                                                                        | [ 32 ] |
| XXXII  | 2020-2022 | Jon Edwards, Estados Unidos                                                      | Michel Lecroq, França · Sergey Osipov, Rússia · Horacio Neto, Portugal | [ 33 ] |

## Campeonato do Mundo Feminino de Xadrez por Correspondência
| #    | Anos      | Campeã                          | Vice-campeã |        |
| ---- | --------- | ------------------------------- | --- | ------ |
| I    | 1968-1972 | Olga Rubtsova, União Soviética  | Gertrude Schoiswohl, Áustria                                                                                      |        |
| II   | 1972-1977 | Lora Yakovleva, União Soviética | Olga Rubtsova, União Soviética                                                                                    |        |
| III  | 1978-1984 | Luba Kristol, Israel            | Merike Rötova, União Soviética                                                                                    |        |
| IV   | 1984-1992 | Ljudmila Belavenets, Rússia     | Nina Orlova, Rússia                                                                                               | [ 34 ] |
| V    | 1993-1998 | Luba Kristol, Israel            | Ingrida Priedite, Letónia                                                                                         | [ 35 ] |
| VI   | 2000-2005 | Alessandra Riegler, Itália      | Maja Zelčić, Croácia                                                                                              | [ 36 ] |
| VII  | 2002-2006 | Olga Sukhareva, Rússia          | Mary Jones, Inglaterra                                                                                            | [ 37 ] |
| VIII | 2007-2010 | Olga Sukhareva, Rússia          | Marie Bažantová, Chéquia                                                                                          | [ 38 ] |
| IX   | 2011-2014 | Irina Perevertkina, Rússia      | Maria Lisitcina, Rússia                                                                                           | [ 39 ] |
| X    | 2014-2017 | Irina Perevertkina, Rússia      | Tetiana Moyseenko, Ucrânia                                                                                        | [ 40 ] |
| XI   | 2017-2020 | Irina Perevertkina, Rússia      | Vilma Dambrauskaité, Lituânia · Tetiana Moyseenko, Ucrânia                                                        | [ 41 ] |
| XII  | 2020-2023 | Irina Perevertkina, Rússia      | Tetiana Yurchuk, Ucrânia · Victoria Schweer, Alemanha · Luz Tinjacá Ramirez, Itália · Dawn Williamson, Inglaterra | [ 42 ] |

## Olimpíadas Masculinas
O sueco Erik Larsson promoveu entre 1946 y 1952 a primeira Olimpíada por corréspondencia.  Nesse novo evento, foi a Hungria (Balogh, Barcza, Szigeti/Monostori, Szucs, Gonda, Elekes) que se sagrou em 1° lugar.
| N° | Anos      | Ouro            | Prata              | Bronze             | Ref.   |
| -- | --------- | --------------- | ------------------ | ------------------ | ------ |
| 1  | 1949-1952 | Hungria         | Tchecoslováquia    | Suécia             | [ 43 ] |
| 2  | 1952-1955 | Tchecoslováquia | Suécia             | Alemanha           | [ 44 ] |
| 3  | 1958-1961 | União Soviética | Hungria            | Iugoslávia         | [ 45 ] |
| 4  | 1962-1964 | União Soviética | Alemanha Oriental  | Suécia             | [ 46 ] |
| 5  | 1965-1968 | Tchecoslováquia | União Soviética    | Alemanha Ocidental | [ 47 ] |
| 6  | 1968-1972 | União Soviética | Tchecoslováquia    | Alemanha Oriental  | [ 48 ] |
| 7  | 1972-1976 | União Soviética | Bulgária           | Reino Unido        | [ 49 ] |
| 8  | 1977-1982 | União Soviética | Hungria            | Reino Unido        | [ 50 ] |
| 9  | 1982-1987 | Reino Unido     | Alemanha Ocidental | União Soviética    | [ 51 ] |
| 10 | 1987-1895 | União Soviética | Inglaterra         | Alemanha Oriental  | [ 52 ] |
| 11 | 1992-1999 | Tchecoslováquia | Alemanha           | Canadá             | [ 53 ] |
| 12 | 1998-2004 | Alemanha        | Lituânia           | Letónia            | [ 54 ] |
| 13 | 2004-2009 | Alemanha        | Chéquia            | Polónia            | [ 55 ] |
| 14 | 2002-2006 | Alemanha        | Lituânia           | Estados Unidos     | [ 56 ] |
| 15 | 2006-2009 | Noruega         | Alemanha           | Países Baixos      | [ 57 ] |
| 16 | 2010-2016 | Chéquia         | Alemanha           | França             | [ 58 ] |
| 17 | 2009-2012 | Alemanha        | Espanha            | Itália             | [ 59 ] |
| 18 | 2012-2016 | Alemanha        | Eslovênia          | Espanha            | [ 60 ] |
| 19 | 2016-2021 | Bulgária        | Alemanha           | Chéquia / Polónia  | [ 61 ] |
| 20 | 2016-2019 | Alemanha        | Rússia             | Espanha            | [ 62 ] |
| 21 | 2020-2023 | Alemanha        | Luxemburgo         | Estados Unidos     | [ 63 ] |

## Olimpíadas Femininas
| N° | Anos      | Ouro            | Prata              | Bronze          | Ref    |
| -- | --------- | --------------- | ------------------ | --------------- | ------ |
| 1  | 1974-1979 | União Soviética | Alemanha Ocidental | Tchecoslováquia | [ 64 ] |
| 2  | 1980-1086 | União Soviética | Tchecoslováquia    | Iugoslávia      | [ 65 ] |
| 3  | 1986-1992 | União Soviética | Tchecoslováquia    | Hungria         | [ 66 ] |
| 4  | 1992-1997 | Chéquia         | Rússia             | Polónia         | [ 67 ] |
| 5  | 1997-2003 | Rússia          | Alemanha           | Chéquia         | [ 68 ] |
| 6  | 2003-2006 | Lituânia        | Alemanha           | Itália          | [ 69 ] |
| 7  | 2007-2009 | Eslovênia       | Lituânia           | Alemanha        | [ 70 ] |
| 8  | 2008-2010 | Polónia         | Bulgária           | Itália          | [ 71 ] |
| 9  | 2011-2014 | Rússia          | Lituânia           | Alemanha        | [ 72 ] |
| 10 | 2015-2017 | Alemanha        | Lituânia           | Rússia          | [ 73 ] |